# Лемещенко Леонід Вікторович
Леонід Вікторович Лемещенко (нар. 6 січня 1937, Київ — пом. 2011) — радянський футболіст. Захисник, грав, зокрема за «Динамо» (Хмельницький), «Карпати» (Львів) і «Торпедо» (Луцьк).

## Життєпис
Розпочав професійну кар'єру у черкаському «Колгоспнику». У 1966 році у складі хмельницького «Динамо» став віце-чемпіоном України та кандидатом в майстри спорту. У 1970 році у складі хмельничан посів 4 всеукраїнське місце. Закінчив ігрову кар'єру у «Торпедо» (Луцьк) у 1971 році.
Після завершення своїх виступів на професійному рівні мешкав у Миколаєві. Працював тренером у дитячій школі «Поділля» (Хмельницький).